# NGC 7522
NGC 7522 é uma estrela na direção da constelação de Aquarius. O objeto foi descoberto pelo astrônomo Frank Muller em 1886, usando um telescópio refrator com abertura de 26 polegadas. 